# Sinocytheridea longa
Sinocytheridea longa is een mosselkreeftjessoort uit de familie van de Cytherideidae. De wetenschappelijke naam van de soort is voor het eerst geldig gepubliceerd in 1982 door Hou & Chen.